# Фатих (квартал)
„Фатих“ (на турски: Fatih) е квартал в район „Бейкоз“ в Истанбул, Турция. Намира се в анадолската част на града и граничи с кварталите „Ченгелдере“ на изток, „Рюзгярлъбахче“ на запад, „Аджарлар“ на север и язовир „Елмалъ“ на юг.